# ウォーク・ディス・ウェイ
「ウォーク・ディス・ウェイ」（Walk This Way）は、1975年8月28日に発売されたエアロスミスのシングル。発売元はColumbia Records。邦題は「お説教」（おせっきょう）。

## 収録曲
A-SIDE
1. Walk This Way [3:40]
(作詞・作曲：Steven Tyler, Joe Perry / 編曲：Aerosmith, Jack Douglas)
  - アルバム『闇夜のヘヴィ・ロック』からのシングルカット。2011年にローリング・ストーン誌が発表した「ローリング・ストーンの選ぶオールタイム・グレイテスト・ソング500」では346位に選ばれ、2001年のスーパーボウルのハーフタイムショーでイン・シンク、メアリー・J・ブライジ、ブリトニー・スピアーズ共に歌われた[3]。特徴的なリフはヤードバーズを参考にしている[4]。

B-SIDE
1. Uncle Salty [4:08]
(作詞・作曲：Tom Hamilton / 編曲：Aerosmith, Jack Douglas)

## タイアップ
- 日本テレビ系『踊る!さんま御殿!!』エンディングテーマ
- ニッポン放送『辻仁成のオールナイトニッポン』（1987年10月 - 1989年10月）オープニングテーマ
- ソフトバンクモバイル CMソング (2006年)
- 映画『セックス・アンド・ザ・シティ』挿入歌 (2008年)

## Run–D.M.C.によるカバー
ヒップホップ・グループのRun-D.M.C.が1986年5月15日にリリースしたアルバム『Raising Hell』でカバー。1986年7月4日にProfile Recordsからシングルをリリースした。このカバーではエアロスミスからボーカルのスティーヴン・タイラー、ギターのジョー・ペリーがレコーディングに参加。ミュージック・ビデオにも出演している。
スティーヴン・タイラーによると、Run-D.M.C.は当初この楽曲にラップを載せることに嫌悪感を示していたが、曲のリズムが彼らを捕らえ、Run-D.M.C.のプロデューサーのリック・ルービンから「彼らとデュエットしてくれないか?」と頼まれたという。スティーヴンは「初めてラップとロックを融合したバンドであることを名誉に思うよ」と話している。
2011年にローリング・ストーン誌が発表した「ローリング・ストーンの選ぶオールタイム・グレイテスト・ソング500」では293位に選ばれた

### 収録曲
A-SIDE
1. Walk This Way [3:38]
Produced by Rick Rubin, Russell Simmons
(作詞・作曲：Steven Tyler, Joe Perry)
2. Walk This Way (Instrumental) [3:38]

B-SIDE
1. My Adidas [2:47]
Produced by Rick Rubin, Russell Simmons
(作詞・作曲：Darryl McDaniels, Joseph Simmons, Rick Rubin)

### クレジット
Walk This Way
- Steven Tyler：Vocals
- Joe Perry：Guitar
- Co-produer：Jason Mizell, Joseph Simmons
- Engineer：Steve Ett

### 受賞・ノミネート
| 年     | 音楽賞                                       | 賞                       | 結果 |
| ------ | -------------------------------------------- | ------------------------ | ---- |
| 1987年 | ソウル・トレイン・ミュージック・アワード1987 | 最優秀ラップ・シングル賞 | 受賞 |

### タイアップ
- 映画『ロストボーイ』挿入歌 (1987年)
- 映画『チャイナ・ガール』挿入歌 (1987年)
- 映画『レーシング・ストライプス』挿入歌 (2005年)
- 映画『スマーフ』挿入歌 (2011年)